# Stefan Skrbo
Stefan Skrbo (23 gennaio 2001) è un calciatore austriaco, centrocampista dello WSG Tirol.

## Carriera

### Club
Cresciuto nel settore giovanile dello WSG Tirol, debutta in prima squadra l'11 settembre 2021, in occasione dell'incontro di Bundesliga perso per 1-3 contro il Salisburgo. Realizza la sua prima rete in campionato e contestualmente con la squadra il 12 febbraio 2022, nell'incontro pareggiato per 2-2 contro lo Sturm Graz.

### Nazionale
Nel 2021 ha giocato una partita con la nazionale austriaca Under-21.

## Statistiche

### Presenze e reti nei club
Statistiche aggiornate al 26 febbraio 2023.
| Stagione         | Squadra             | Campionato       | Campionato | Campionato | Coppe nazionali | Coppe nazionali | Coppe nazionali | Coppe continentali | Coppe continentali | Coppe continentali | Altre coppe | Altre coppe | Altre coppe | Totale | Totale |
| Stagione         | Squadra             | Comp             | Pres       | Reti       | Comp            | Pres            | Reti            | Comp               | Pres               | Reti               | Comp        | Pres        | Reti        | Pres   | Reti   |
| ---------------- | ------------------- | ---------------- | ---------- | ---------- | --------------- | --------------- | --------------- | ------------------ | ------------------ | ------------------ | ----------- | ----------- | ----------- | ------ | ------ |
| 2021-2022        | WSG Swarovski Tirol | BL               | 20+2       | 1+0        | CA              | 2               | 0               |                    | -                  | -                  |             | -           | -           | 24     | 1      |
| 2022-2023        | WSG Swarovski Tirol | BL               | 3          | 0          | CA              | 0               | 0               |                    | -                  | -                  |             | -           | -           | 3      | 0      |
| Totale WSG Tirol | Totale WSG Tirol    | Totale WSG Tirol | 23+2       | 1+0        |                 | 2               | 0               |                    | -                  | -                  |             | -           | -           | 27     | 1      |
| Totale carriera  | Totale carriera     | Totale carriera  | 25         | 1          |                 | 2               | 0               |                    | -                  | -                  |             | -           | -           | 27     | 1      |